# Cassai do Sul
Cassai do Sul (em francês:  Sud-Kasaï) foi uma região separatista na região centro-sul do Congo-Léopoldville, durante a década de 1960. A região procurou a independência, em circunstâncias semelhantes ao vizinho, o Estado de Catanga, durante o tumulto político decorrente da descolonização do Congo Belga (Crise do Congo). No entanto, ao contrário do Catanga, o Cassai do Sul não declarou explicitamente a independência total do Congo-Léopoldville nem rejeitou a soberania quinxassa-congolesa. Conflitos étnicos e tensões políticas entre os líderes do governo central e os líderes locais atormentavam essa região rica em diamantes. Foi um estado separatista não reconhecido da Congo-Léopoldville (atual República Democrática do Congo) que foi semi-independente entre 1960 e 1962. 
O líder e principal defensor do Cassai do Sul, Albert Kalonji, que representava uma facção do movimento nacionalista (o Movimento Nacional Congolês-Kalonji ou MNC-K) antes da descolonização, explorou as tensões étnicas entre o seu próprio grupo étnico, os lubas, e os povos luluas, para criar um estado na zona tradicional dos lubas, nas partes sudeste da região de Cassai. Quando a violência sectária eclodiu por todo o país, o estado declarou a sua secessão do Congo a 9 de Agosto de 1960 e o seu governo, e apelou aos lubas que viviam no resto do Congo-Léopoldville para regressarem à sua "pátria". Kalonji foi nomeado presidente. Embora o governo de Cassai do Sul afirmasse formar uma parte autónoma de um estado federal que abrangia todo o Congo-Léopoldville, exerceu um certo grau de autonomia regional e até produziu a sua própria constituição e selos postais. O Estado, apoiado por potências estrangeiras, particularmente a Bélgica, e financiado pelas exportações de diamantes, geriu inúmeras crises, incluindo as provocadas pela grande migração de refugiados lubas, mas tornou-se cada vez mais militarista e repressivo.
Pouco depois da sua secessão, o Cassai do Sul e as tropas quinxassa-congolesas entraram em confronto com as tropas cassais depois de o governo central quinxassa-congolês ter ordenado uma ofensiva contra a região. A campanha resultante, planeada como o primeiro acto de uma acção mais longa contra o Catanga, acabou cumprindo rapidamente o objetivo de tomada de Cassai, sem ocorrências, em três dias, de 23 a 26 de agosto de 1961. Porém, as tropas do governo que se instalaram em Cassai do Sul, instigadas por um ódio étnico, perpetraram, sem autorização do governo, um massacre generalizado contra lubas, seguido de uma crise de refugiados. A violência na repressão de Cassai, mesmo sem a autorização do primeiro-ministro Patrice Lumumba, serviu como pretexto para sua destituição por Joseph Kasa-Vubu no final da década de 1960 e à subsequente detenção e assassinato de Lumumba. Como resultado, Cassai do Sul manteve relações relativamente boas com o novo governo quinxassa-congolês desde 1961. Os seus líderes, incluindo o próprio Kalonji, serviram tanto no governo de Cassai do Sul como no parlamento quinxassa-congolês. O Cassai do Sul continuou a exercer uma quase independência, na qual as tropas quinxassa-congolesas e das Nações Unidas puderam mover-se através do território sem entrar em conflito com a gendarmaria do Cassai do Sul. Em abril de 1961, Kalonji adotou o título real de Mulopwe ("Rei dos Lubas") para ligar ainda mais o estado ao Império Luba pré-colonial. O ato dividiu as autoridades do Cassai do Sul e Kalonji foi repudiado pela maioria dos representantes parlamentares do Cassai do Sul em Léopoldville. Em dezembro de 1961, Kalonji foi detido sob pretexto legal em Léopoldville e encarcerado, e Ferdinand Kazadi assumiu o poder como chefe interino do Cassai do Sul. As tropas da ONU e do Congo ocuparam o Cassai do Sul. Em Setembro de 1962, pouco depois de escapar à prisão e regressar ao Cassai do Sul, Kalonji foi deposto num golpe de Estado que o obrigou ao exílio e pôs fim à secessão.
É frequentemente considerado que o fim da secessão do Cassai do Sul ocorreu em dezembro de 1961, data da prisão de Kalonji, ou outubro de 1962, com o golpe de Estado contra Kalonji e a chegada definitiva das tropas governamentais.

## Antecedentes

### Domínio colonial

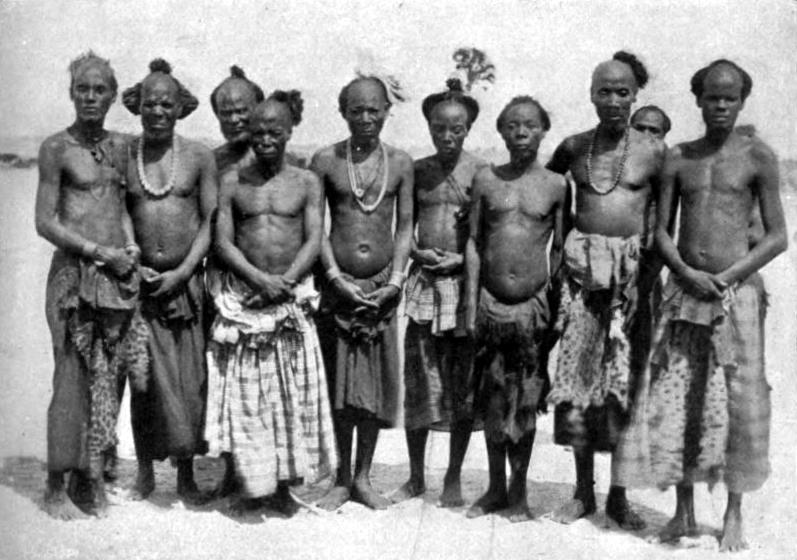
Chefes tribais luba no Estado Livre do Congo, ca. 1900

A O domínio colonial europeu no Congo começou no final do século XIX. O rei Leopoldo II da Bélgica, frustrado com a falta de poder e prestígio internacional do seu país, tentou persuadir o governo belga a apoiar a expansão colonial em torno da então inexplorada Bacia do Congo. A ambivalência do governo belga em relação à ideia levou Leopoldo a criar finalmente uma colónia por conta própria. Com o apoio de vários países ocidentais, que viam Leopoldo como um estado-tampão útil entre potências coloniais rivais, Leopoldo garantiu o reconhecimento internacional de uma colónia pessoal, o Estado Livre do Congo, em 1885. O Império Luba, a maior potência da região de Cassai, foi anexado ao novo estado em 1889. Na viragem do século, a violência dos oficiais do Estado Livre contra os quinxassa-congoleses e o sistema implacável de extração económica levaram a uma intensa pressão diplomática sobre a Bélgica para assumir o controlo oficial do país, o que fez 1908, criando o Congo Belga.
O domínio belga no Congo baseou-se na "trindade colonial" (trinité coloniale) de Estado, missionários e interesses de negócios privados. O privilégio dos interesses comerciais belgas significou que grandes quantidades de capital fluíram para o Congo e que regiões individuais se tornaram especializadas.
Em muitas ocasiões, os interesses do governo e das empresas privadas ficaram intimamente ligados, e o Estado ajudou as empresas a esmagar greves e a remover outras barreiras impostas pela população. O país estava dividido em subdivisões administrativas hierarquicamente organizadas e geridas uniformemente de acordo com uma "política nativa" estabelecida (politique indigène) – em contraste com os britânicos e franceses, que geralmente favoreciam um sistema de governo indirecto pelo qual os líderes tradicionais mantinham a sua posição de autoridade sob supervisão colonial.

### Etnia
Antes do início do período colonial, a região de Cassai do Sul fazia parte do Império Luba, uma federação de reinos locais com um certo grau de uniformidade cultural. Durante o século XVII e o século XVIII, os lubas espalharam-se por grandes partes da savana Cassai-Catanga ao longo da bacia do rio Cassai e acabaram por se desenvolver em vários subgrupos étnicos, principalmente os luba-cassais e os luba-catangas. Embora nunca se tenham unido num único estado centralizado, os grupos mantiveram um grau de ligação cultural baseado em mitos de origem e práticas socioculturais partilhadas. Outros grupos, como o songye e o kanyok, também tiveram uma longa história na região de Cassai.
Um dos maiores legados do domínio colonial em Cassai foi a redivisão arbitrária da população em novos grupos étnicos. Apesar da língua (luba) e da cultura partilhadas por ambos os grupos, os administradores coloniais acreditavam que os habitantes da zona do Rio Lulua eram etnicamente distintos dos lubas e chamavam-lhes luluas. Os colonizadores, no intuito de fomentar uma divisão e enfraquecer a unidade dos povos passou a alimentar a ideia de que que os lubas eram mais inteligentes, trabalhadores e abertos a novas ideias do que os luluas, passando a rotular estes como mais reaccionários e estúpidos. Assim, a partir da década de 1930 o Estado colonial começou a tratar ambos os grupos de forma diferente e aplicou políticas diferentes a cada um, promovendo os lubas a posições acima de outros grupos étnicos.
Durante a década de 1950, quando os belgas começaram a temer que a ascensão de uma poderosa elite intelectual e política de lubas pudesse tornar-se uma ameaça para o governo colonial, a administração começou a apoiar as organizações luluas. Isto contribuiu ainda mais para a crescente polarização étnica entre os dois grupos. Em 1952, uma organização chamada Irmãos Lulua (Lulua Frères) foi fundada para fazer campanha pelo progresso socioeconómico do grupo lulua e tornou-se uma representante não oficial dos luluas. Em 1959, a animosidade entre os lubas e os luluas atingiu um ponto crítico com a divulgação de uma proposta colonial para transferir os agricultores lubas das terras luluas para as terras menos férteis do território luba. Como resultado, as hostilidades aumentaram e eclodiram confrontos violentos. Em agosto de 1959, as manifestações de lubas contra o plano foram violentamente reprimidas pelo exército e pela polícia colonial.

### Movimento nacionalista e política congolesa

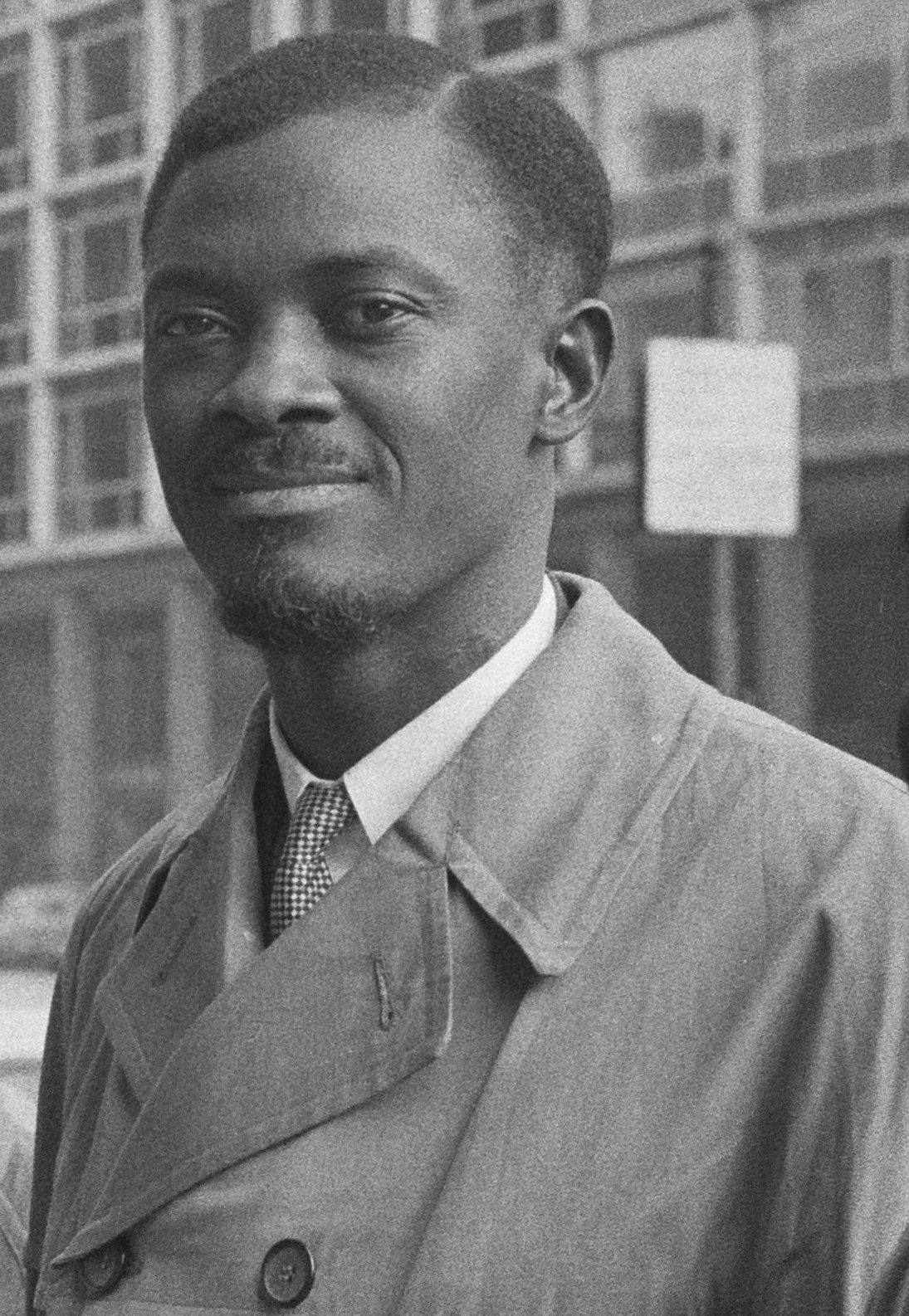
Kalonji formou uma facção dentro do partido MNC de Patrice Lumumba, causando uma divisão crítica no nacionalismo quinxassa-congolês pouco antes da independência nacional

#### Nacionalismo congolês
No Congo Belga, um movimento anticolonial pan-africanista e nacionalista desenvolveu-se durante a década de 1950, principalmente entre a classe évolué (a pequena burguesia negra urbanizada). O movimento dividiu-se em vários partidos, e grupos que estavam amplamente divididos em linhas étnicas e geográficas e se opunham entre si. O maior partido do nacionalismo quinxassa-congolês era o Movimento Nacional Congolês (MNC), que se organizava como frente única dedicada a alcançar a independência "num prazo razoável". Foi criado em torno de uma carta assinada, entre outros, por Patrice Lumumba, Cyrille Adoula e Joseph Iléo. Lumumba tornou-se a figura principal e, no final de 1959, o partido afirmava ter 58.000 membros. No entanto, muitos consideraram o MNC demasiado radical. Surgiram vários outros partidos que se afiramavam moderados, apoiodos em noção de federalismo ou centralismo e pela sua filiação em determinados grupos étnicos. O principal rival do MNC era a Associação dos Bacongos para a Unificação, a Conservação e o Desenvolvimento da Língua Congo (Abako), liderada por Joseph Kasa-Vubu, um partido muito mais conservador que se apoiava na base etnica dos congos, e a Confederação das Associações Tribais de Catanga (CONAKAT), liderada por Moïse Tshombe, um partido conservador e regionalista baseado na província do Catanga, a sul.

#### Separação e polarização de Kalonji-Lumumba

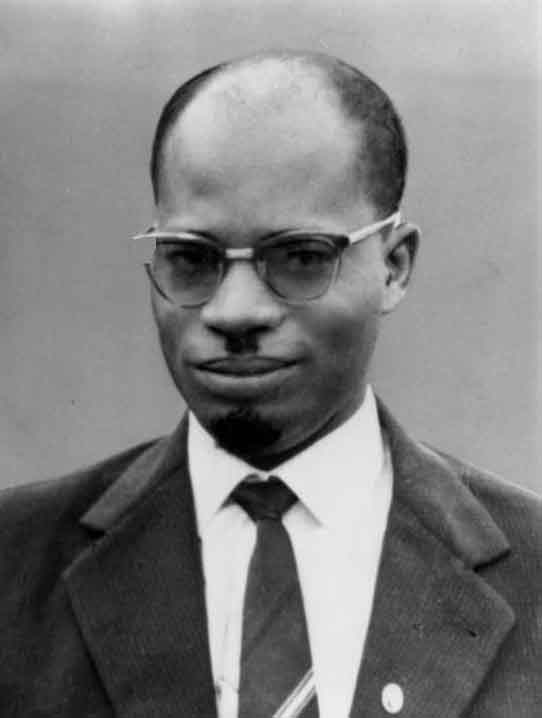
Albert Kalonji rompeu com Lumumba e, mais tarde, liderou a secessão de Cassai do Sul.

Embora fosse o maior dos partidos nacionalistas africanos, o MNC tinha muitas facções internas diferentes que assumiam posições diferentes numa série de questões. O partido tornou-se cada vez mais polarizado entre os nacionalistas évolués e a massa de membros mais conservadores. Uma facção conservadora e tribalista liderada por Iléo e Albert Kalonji separou-se em Julho de 1959, mas não conseguiu induzir deserções em massa de outros membros do MNC. A fação dissidente ficou conhecida por MNC-Kalonji (MNC-K), enquanto o grupo maioritário ficou conhecido por MNC-Lumumba (MNC-L). A divisão na base de apoio do partido refletiu também uma separação geográfica, ficando os que apoiavam Lumumba concentrados principalmente na região de Stanleyville no nordeste, e os que apoiavam o MNC-K, concentrados no centro-sul, ao redor de Bacuanga, e entre os membros do próprio grupo étnico de Kalonji, os lubas. Mais tarde, o MNC-K formou uma aliança com a ABAKO e o Partido da Solidariedade Africana (PSA) para exigir um Congo unido, mas regionalizado.
As eleições de 1960 acabaram por servir como num plebiscito antirregionalista em Cassai, uma vez que o MNC-K conseguiu obter uma maioria simples, mas não conseguiu assumir o controlo do governo provincial. Em contraste, Lumumba promoveu o candidato lulua Barthélemy Mukenge como presidente provincial, enquanto Kalonji foi negado um cargo ministerial importante no governo nacional de Lumumba. Kalonji rejeitou a oferta de Lumumba para a pasta da Agricultura. Mukenge conseguiu formar um governo de unidade com os demais partidos, oferecendo mesmo ao membro do MNC-K Joseph Ngalula um cargo no seu gabinete. Ngalula rejeitou a oferta e a 14 de junho o MNC-K decidiu criar um governo alternativo sob a sua liderança. Além disso, Kalonji não reconheceu o resultados das eleições e não reconheceu qualquer autoridade do governo democrático formado por Mukenge no Cassai.
Os apoiantes de Kalonji, inflamados por este como se estivessem rejeitados e marginalizados pelo governo central, começaram a apoiar partidos alternativos. Entre eles, os seguidores de Kalonji apoiaram o partido CONAKAT de Moïse Tshombe, no vizinho Catanga, que, devido à sua postura fortemente regionalista, se opôs ao conceito de Lumumba de um governo central forte com capital em Léopoldville. Como parte disto, os apoiantes de Kalonji apoiaram o CONAKAT contra o seu principal rival local, a Associação Geral dos Lubas do Catanga (BALUBAKAT), liderada por Jason Sendwe, que, embora representasse os lubas da província de Catanga, era a favor do centralismo. Assim, os apoiantes de Kalonji, que acreditavam estar a agir em nome de todos os lubas, criaram uma animosidade com os luba-catangas. Além de Kalonji não conseguir obter o apoio total do CONAKAT de Tshombe, acrescentava-se que o partido de Tshombe conservava visões tribalistas e fortes preconceitos étnicos contra os lubas e apoiava apenas os "autênticos catangeses".

## Secessão
Em 14 de junho de 1960, poucos dias antes da colônia do Congo Belga se declarar independente, alguns militares declararam a independência do Cassai em relação à Bélgica (visto que a independência quinxassa-congolesa só ocorreu em 30 de junho) e proclamaram o Estado Federal do Cassai do Sul. Em 8 de agosto de 1960, foi proclamado o autônomo Estado dos Mineradores de Cassai do Sul com sua capital em Buchimaie. Albert Kalonji foi nomeado presidente do Cassai e Joseph Ngalula foi nomeado chefe de governo.
Uma assembleia de notáveis investiu o pai de Kalonji com o título imperial de Mulopwe em 12 de abril de 1961. O novo imperador imediatamente abdicou em favor de seu filho, que posteriormente governou o Cassai do Sul como Mulopwe (Imperador ou Rei) Albert I Kalonji. Em 16 de julho, Kalonji rejeita o status de realeza, mas manteve o título de Mulopwe e mudou seu nome para Albert I Kalonji Ditunga.

## Reintegração
Após quatro meses de uma campanha militar sangrenta, durante a qual milhares de civis foram massacrados, inclusive com acusão de genocídio, as tropas do governo central quinxassa-congolês reconquistaram a região e prenderam Kalonji em 30 de dezembro de 1961, terminando assim a secessão do Cassai do Sul.
Kalonji tentou estabelecer um novo governo na sequência de uma fuga da prisão, em 7 de setembro de 1962, mas foi deposto menos de um mês depois.
Sob o regime posterior de Mobutu Sese Seko, o antigo Cassai do Sul foi dividido para desencorajar o sentimento ou atividade separatista.